# Bois-lès-Pargny
Bois-lès-Pargny is een gemeente in het Franse departement Aisne (regio Hauts-de-France) en telt 172 inwoners (1999). De plaats maakt deel uit van het arrondissement Laon.

## Geografie
De oppervlakte van Bois-lès-Pargny bedraagt 10,2 km², de bevolkingsdichtheid is 16,9 inwoners per km².

## Demografie
Onderstaande figuur toont het verloop van het inwonertal (bron: INSEE-tellingen).

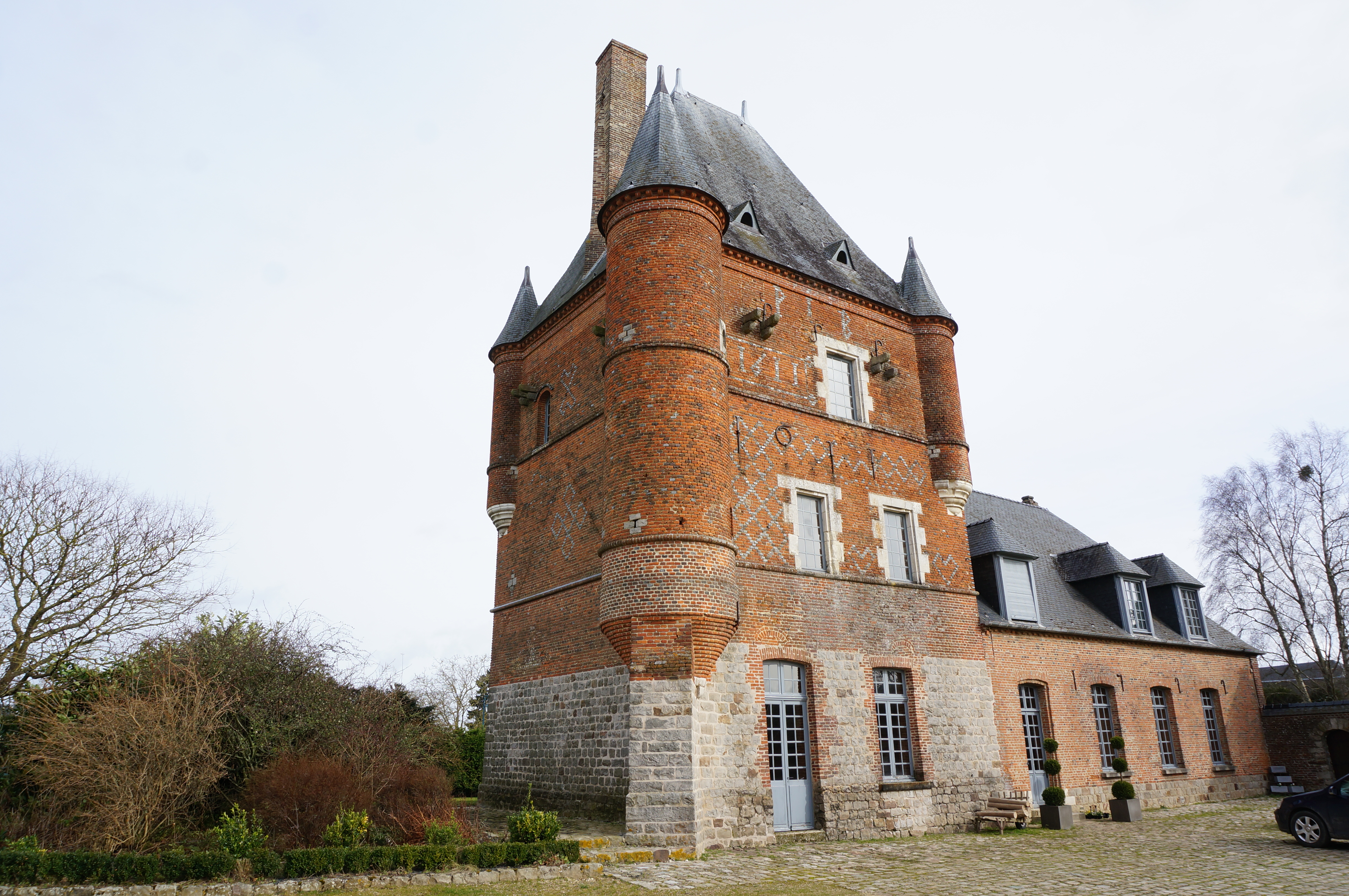
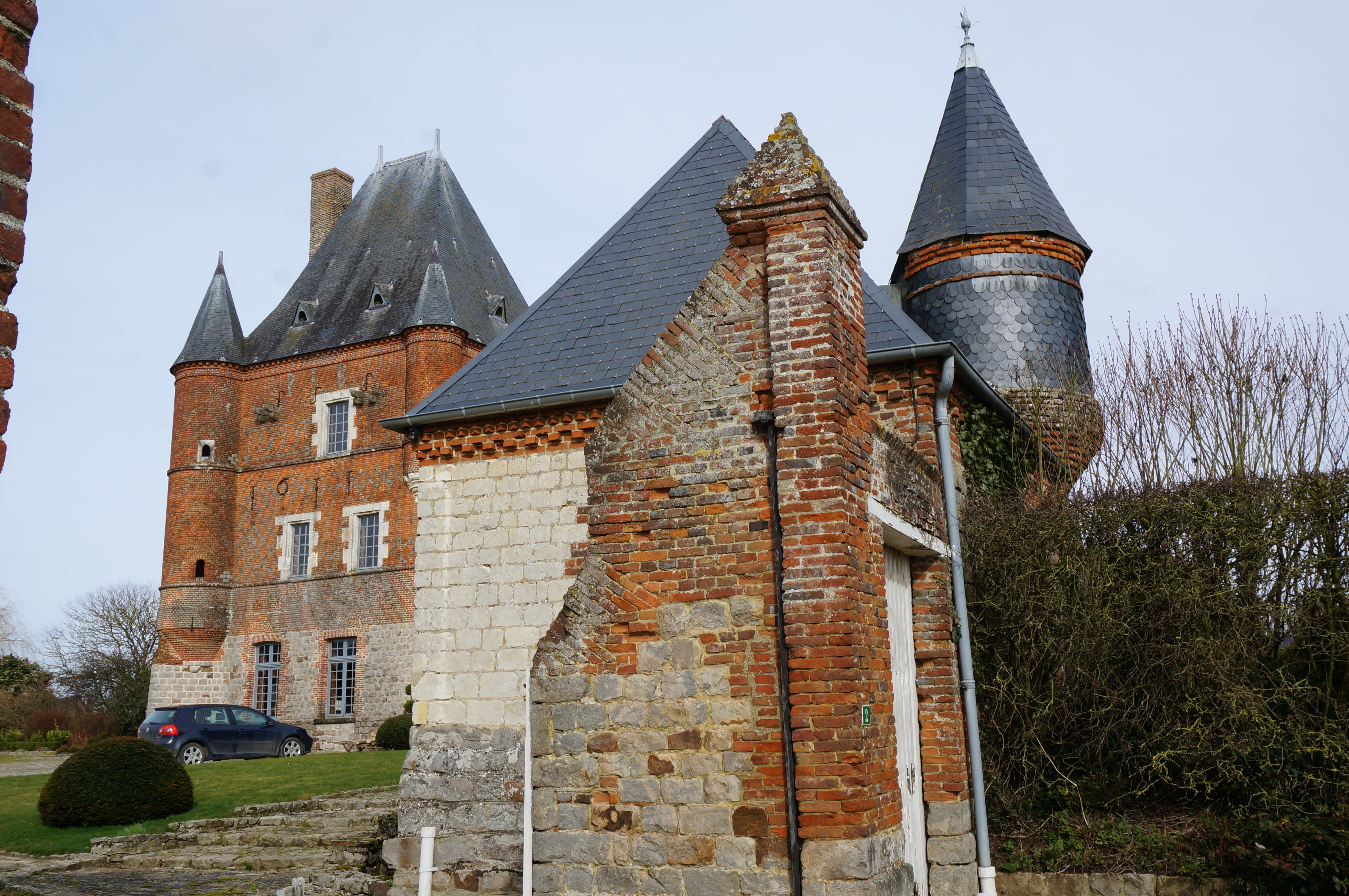
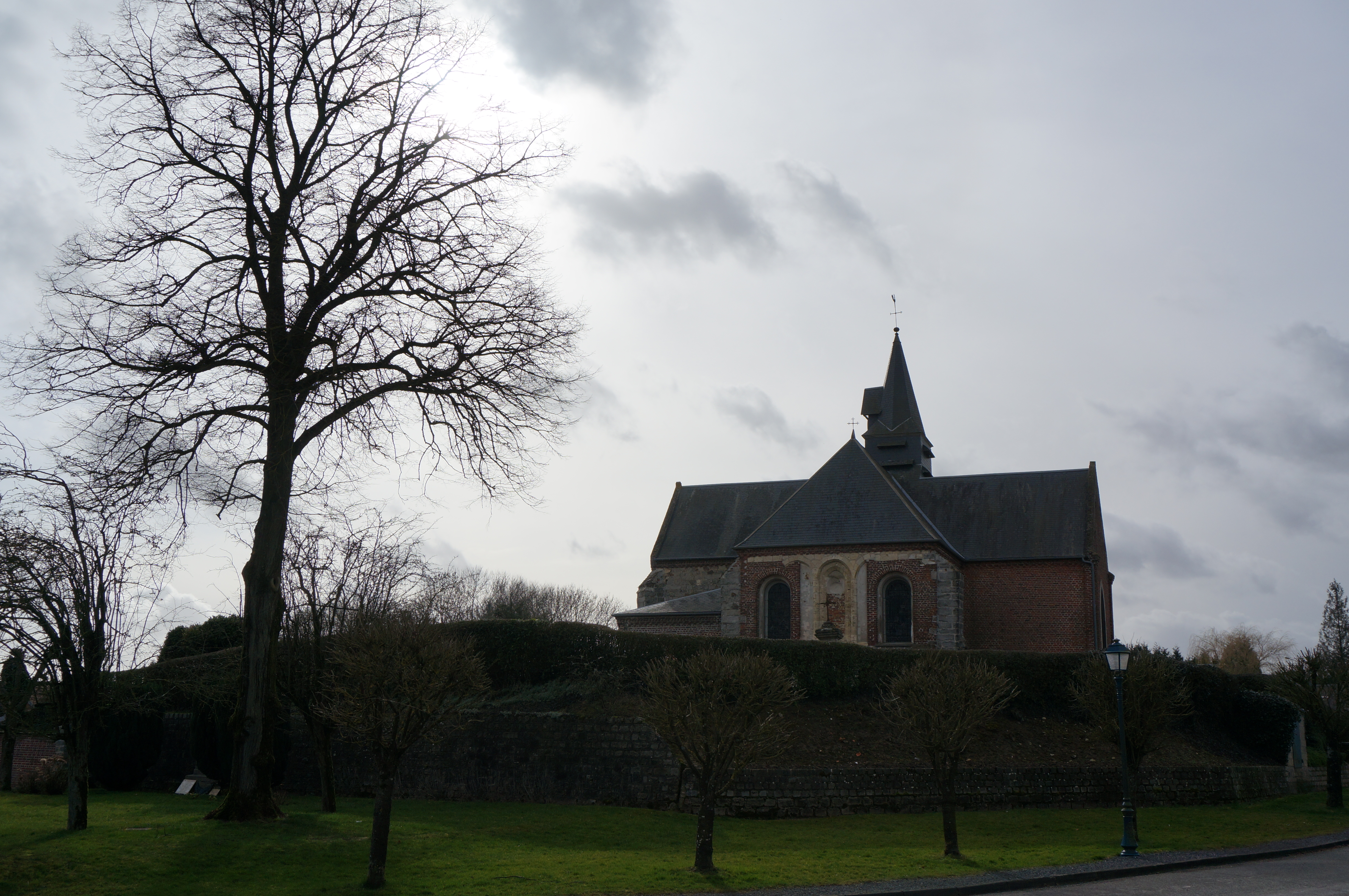
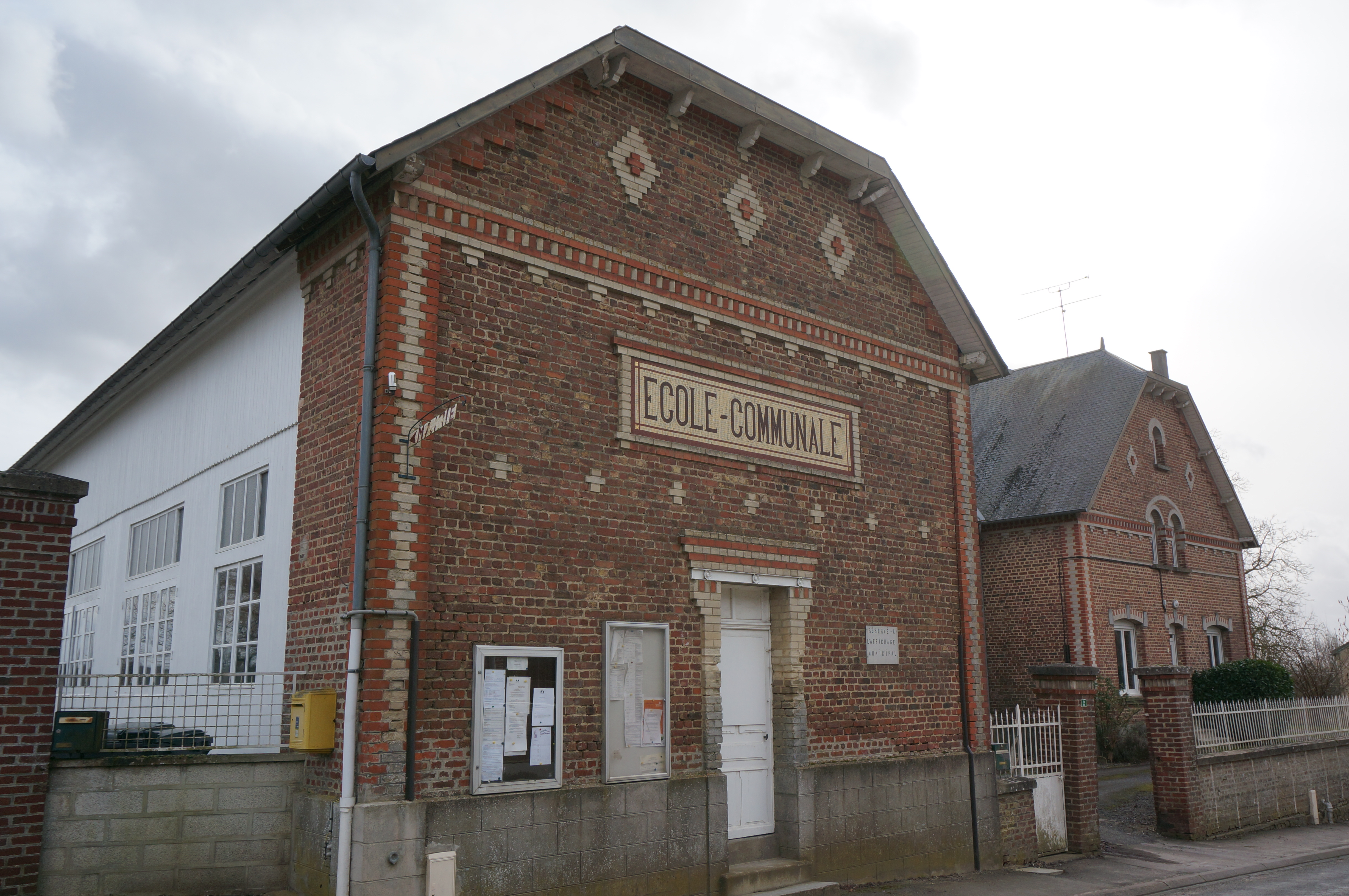
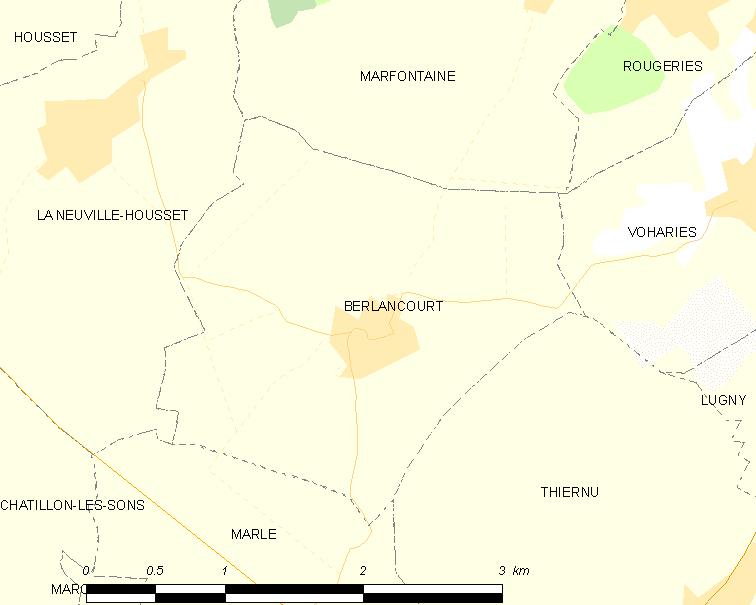

Vanwege een beveiligingsprobleem met de MediaWiki Graph-software is het momenteel niet mogelijk deze grafiek weer te geven. Zodra de software is bijgewerkt zal de grafiek vanzelf weer zichtbaar worden.